# Caitlin Cooper
Caitlin Cooper (* 12. Februar 1988 in Port Macquarie, New South Wales) ist eine ehemalige australische Fußballspielerin und A-Nationalspielerin.

## Karriere

### Vereine
Cooper begann im Alter von 13 Jahren bei Northern NSW Pride mit dem Fußballspielen. Von 2004 bis 2008 spielte sie für NSW Sapphires White.
Im Seniorinnenbereich kam sie das erste Mal in der Saison 2008/09 für die Central Coast Mariners in der W-League, der unter diesem Namen (bis August 2021) höchsten Spielklasse im australischen Frauenfußball zum Einsatz. Als erste Spielführerin des Vereins debütierte sie zum Saisonstart am 25. Oktober 2008 bei der 0:2-Niederlage im Auswärtsspiel gegen Melbourne Victory. Danach begab sie sich nach Canberra um für Canberra United zu spielen. Während ihrer zweijährigen Zugehörigkeit gewann sie mit der Mannschaft 2012 die reguläre Saison und ging auch aus den Play-offs als Meister hervor.
Noch im selben Jahr war sie für die in Illawarra im Bundesstaat New South Wales ansässigen Illawarra Stingrays aktiv, wie auch in den Jahren 2020 und 2021.
Nach einer weiteren Saison für Canberra United wechselte sie zum Ligakonkurrenten Western Sydney Wanderers, für den sie zunächst bis zum Saisonende 2016/17 tätig war und zu diesem – nach einer Saison für den Sydney FC – zurückkehrte und weitere vier Saisonen angehörte, unterbrochen von wiederholenden Spieleinsätzen für die Illawarra Stingrays in den Jahren 2020 und 2021. Am 8. September 2022 bestätigte sie ihren Rücktritt vom Profifußball.

### Nationalmannschaft
Cooper gehörte dem Kader der U19-Nationalmannschaft an, die an der vom 10. bis zum 27. November 2004 in Thailand ausgetragenen und altersbezogenen Weltmeisterschaft teilnahm. Sie wurde in allen drei Spielen der Gruppe A und im anschließenden Viertelfinale, das am 21. November 2004 in Chiang Mai mit 0:2 gegen die US-amerikanische U19-Nationalmannschaft verloren wurde, eingesetzt.
Zwei Jahre später gehörte sie zum Kader der U20-Nationalmannschaft. Bei der vom 17. August bis zum 3. September 2006 in Russland ausgetragenen und altersbezogenen Weltmeisterschaft wurde sie in den ersten beiden Spielen der Gruppe A am 17. und 23. August 2006 eingesetzt; als Drittplatzierter der Gruppe – hinter Brasilien und Russland – schied sie mit ihrer Mannschaft gemeinsam mit der U20-Nationalmannschaft Neuseelands vorzeitig aus dem Turnier aus.
Für die angestrebte Teilnahme am olympischen Fußballturnier 2008 kam sie in zwei Spielen der Qualifikationsgruppe 2 der Finalrunde zum Einsatz und erzielte am 4. August 2007 in Hongkong beim 8:1-Sieg über die Nationalmannschaft Hongkongs mit dem Treffer zum 7:1 in der 53. Minute ihr erstes A-Länderspieltor.
Es dauerte bis zum 27. Juni 2012, ehe sie erneut ein Länderspiel bestritt – diesmal für die A-Nationalmannschaft. Die in Freundschaft ausgetragene Begegnung mit der Nationalmannschaft Neuseelands in Wollongong wurde mit 2:0 gewonnen, wie auch die am 4. Juni 2016 mit demselben Ergebnis in Ballarat. Davor bestritt sie die beiden Qualifikationsspiele der Dritten Runde in Japan für die Teilnahme am olympisches Fußballturnier 2016 am 2. und 9. März (9:0 vs. Vietnam, 1:1 vs. China).
Am 23. Juli folgte das mit 1:3 gegen die Nationalmannschaft Brasiliens in Fortaleza verlorene Freundschaftsspiel. Im Spieljahr 2017 nahm sie mit ihrer Mannschaft am Tournament of Nations in den Vereinigten Staaten teil, in dem sie einzig am 4. August in Carson im dritten Spiel, beim 6:1-Sieg über die Nationalmannschaft Brasiliens, berücksichtigt wurde.
Im Spieljahr 2018 nahm sie mit ihrer Mannschaft am Turnier um den Algarve-Cup teil; in ihrem einzigen Spiel am 7. März, bei der 1:2-Niederlage gegen die Nationalmannschaft Portugals im Spiel um Platz 3 erzielte sie mit dem Treffer zum 1:1 in der 45. Minute, ihr insgesamt zweites A-Länderspieltor. Das anschließende, am 26. März 2018, ausgetragene Freundschaftsspiel gegen die Nationalmannschaft Thailands wurde mit 5:0 gewonnen. In den fünf Spielen (einschließlich des Finales) der vom 6. bis 20. April 2018 in Jordanien ausgetragenen Asienmeisterschaft wurde sie nicht eingesetzt.

## Erfolge
Nationalmannschaft
- Finalist Asienmeisterschaft 2018 (ohne Turniereinsatz)
- Sieger Tournament of Nations 2017

Canberra United
- Australischer Meister 2012

Sydney FC
- Finalist Australische Meisterschaft 2018